# Grundriss der Geschichte der Philosophie
Der Grundriss der Geschichte der Philosophie ist ein Standardwerk der Philosophiegeschichte, das von Friedrich Ueberweg begründet wurde und seit 1863 in zahlreichen Auflagen erschien. Seit 1983 erscheint eine völlige Neubearbeitung, die auf über 40 Bände angelegt ist.

## Erscheinungsgeschichte
Es wurde 1862 auf Veranlassung und nach dem Entwurf und Plan des Verlegers Theodor Toeche-Mittler im Verlag E. S. Mittler und Sohn durch den Königsberger Philosophieprofessor Friedrich Ueberweg bearbeitet. Der Grundriss wurde nach dem Tod Ueberwegs durch eine Reihe weiterer Autoren an den Stand der Forschung angepasst und schließlich völlig neu bearbeitet.
Von 1863 bis 1927 erschienen im Verlag E. S. Mittler und Sohn in Leipzig insgesamt 12 Auflagen, deren vierte auch in einer englischen Übersetzung im Verlag Hodder and Stoughton in London 1872 erschien. Nachdem der Schwabe Verlag in Basel 1955 die Verlagsrechte erworben hatte, wurden zunächst Nachdrucke der letzten Auflage herausgegeben, die in Lizenz auch von der Wissenschaftlichen Buchgesellschaft in Darmstadt übernommen wurden. Die bereits damals geplante Neubearbeitung erscheint erst seit 1983; einige der erschienenen Bände sind auch auf der Website des Verlages frei verfügbar.
Das im gleichen Verlag 1971–2007 erschienene Historische Wörterbuch der Philosophie ist das alphabetisch geordnete Gegenstück zu dem systematisch angelegten Grundriss.

## Ausgaben

### Urbearbeitung 1863–1871
Friedrich Ueberweg: Grundriss der Geschichte der Philosophie: von Thales bis auf die Gegenwart
- 1. Theil. Die vorchristliche Zeit. 1863.
  - 2., durchgesehene und erweiterte Auflage. 1865.
  - Grundriss der Geschichte der Philosophie des Alterthums. 3., berichtigte und ergänzte und mit einem Philosophen- und Litteratoren-Register versehene Auflage. 1867
  - 4., verbesserte und mit einem Philosophen- und Litteratoren-Register versehene Auflage. 1871.
- 2. Theil. Grundriss der Geschichte der Philosophie der patristischen und scholastischen Zeit
  - 1. Abteilung. Die patristische Periode. 1864.
  - 2. Abteilung. Die scholastische Periode. 1864.
  - Die patristische und scholastische Zeit. 2., berichtigte und ergänzte Auflage 1866.
- 3. Theil. Grundriß der Geschichte der Philosophie der Neuzeit: von dem Aufblühen der Alterthumsstudien bis auf die Gegenwart. 1866.
  - 2., berichtigte und ergänzte Auflage 1868.

### Neubearbeitung (1924–1927)
Friedrich Ueberwegs Grundriß der Geschichte der Philosophie der Neuzeit
- 1. Das Altertum. Bearbeiter: Karl Praechter. 12., umgearbeitete und erweiterte Auflage. 1926
- 2. Die mittlere oder die patristische und scholastische Zeit. Herausgeber: Bernhard Geyer. 11., neubearbeitete Auflage. 1927
- 3. Die Neuzeit bis zum Ende des achtzehnten Jahrhunderts. Bearbeiter: Max Frischeisen-Köhler und Willy Moog. 12., völlig neu bearbeitete Auflage 1924
- 4. Das neunzehnte Jahrhundert und die Gegenwart. Bearbeiter: Traugott Konstantin Oesterreich. 12., völlig neu bearbeitete Auflage 1924
- 5. Die Philosophie des Auslandes vom Beginn des 19. Jahrhunderts bis auf die Gegenwart. Herausgeber: Traugott Konstantin Oesterreich. 12., völlig neu bearbeitete Auflage 1927

### Neubearbeitung seit 1983
Von 2000 bis 2018 war Helmut Holzhey Herausgeber der völlig neu bearbeiteten Ausgabe. Seit August 2018 sind die Herausgeber Laurent Cesalli (Professor an der Universität Genf) und Gerald Hartung.
Die Philosophie der Antike
- 1. Frühgriechische Philosophie. Herausgeber: Dieter Bremer, Hellmut Flashar, Georg Rechenauer. 2 Halbbände. 2013, ISBN 978-3-7965-2598-8.
- 2/1. Sophistik. Sokrates. Sokratik. Mathematik. Medizin. Herausgeber: Hellmut Flashar. 1998, ISBN 978-3-7965-1036-6.
- 2/2. Platon. Autor: Michael Erler. 2007, ISBN 978-3-7965-2237-6.
- 3. Ältere Akademie. Aristoteles, Peripatos. Herausgeber: Hellmut Flashar. 1983. – 2., durchgesehene und ergänzte Auflage, 2004, ISBN 978-3-7965-1998-7.
- 4. Die hellenistische Philosophie. Herausgeber: Hellmut Flashar, Michael Erler. 2 Halbbände. 1994 – 2. Neuauflage in Vorbereitung, ISBN 978-3-7965-0930-8.
- 5. Die Philosophie der Kaiserzeit und der Spätantike. Herausgeber: Christoph Riedweg, Christoph Horn, Dietmar Wyrwa. 2018, ISBN 978-3-7965-2629-9.

Die Philosophie des Mittelalters
- 1. Byzanz. Judentum. Herausgeber: Alexander Brungs, Georgi Kapriev und Vilem Mudroch. 2019. ISBN 978-3-7965-2623-7.
- 2. 7.–11. Jahrhundert. Autor: John Marenbon. Koordination: Ruedi Imbach, Peter Schulthess. In Bearbeitung. Erscheinungstermin: 2025.
- 3. 12. Jahrhundert. Herausgeber: Laurent Cesalli, Ruedi Imbach, Alain de Libera, Thomas Ricklin. 2 Halbbände. 2021, ISBN 978-3-7965-2625-1.
- 4. 13. Jahrhundert. Herausgeber: Alexander Brungs, Vilem Mudroch, Peter Schulthess. 2 Halbbände. 2017, ISBN 978-3-7965-2626-8.

Die Philosophie vom 14. bis zum 16. Jahrhundert
- In Neuplanung

Die Philosophie des 17. Jahrhunderts
- 1. Allgemeine Themen. Iberische Halbinsel. Italien. Herausgeber: Jean-Pierre Schobinger. 2 Halbbände. 1998, ISBN 978-3-7965-1034-2.
- 2. Frankreich und Niederlande. 2 Halbbände. 1993, ISBN 978-3-7965-0934-6.
- 3. England. Herausgeber: Jean-Pierre Schobinger. 2 Halbbände. 1988, ISBN 978-3-7965-0872-1.
- 4. Das Heilige Römische Reich Deutscher Nation. Nord- und Ostmitteleuropa. Herausgeber: Helmut Holzhey, Wilhelm Schmidt-Biggemann. 2 Halbbände. 2001, ISBN 978-3-7965-1035-9.

Die Philosophie des 18. Jahrhunderts
- 1. Großbritannien und Nordamerika. Niederlande. Herausgeber: Helmut Holzhey, Vilem Mudroch. 2 Halbbände. 2004, ISBN 978-3-7965-1987-1.
- 2. Frankreich. Herausgeber: Johannes Rohbeck, Helmut Holzhey. 2 Halbbände. 2008, ISBN 978-3-7965-2445-5.
- 3. Italien. Herausgeber: Johannes Rohbeck, Wolfgang Rother: 2011, ISBN 978-3-7965-2599-5.
- 4. Spanien, Portugal, Lateinamerika. Herausgeber: Johannes Rohbeck, Wolfgang Rother. 2016, ISBN 978-3-7965-2630-5.
- 5. Heiliges Römisches Reich Deutscher Nation. Schweiz. Nord- und Osteuropa. Herausgeber: Helmut Holzhey, Vilem Mudroch. 2 Halbbände. 2014, ISBN 978-3-7965-2631-2.

Die Philosophie des 19. Jahrhunderts
- 1/1. Philosophie im deutschsprachigen Raum – 1800 bis 1830. Herausgeber: Gerald Hartung. 2020, ISBN 978-3-7965-4090-5.
- 1/2. Philosophie im deutschsprachigen Raum – 1830 bis 1870. Herausgeber: Gerald Hartung. 2023. ISBN 978-3-7965-4639-6.
- 1/3. Philosophie im deutschsprachigen Raum – 1870 bis 1914/18. Herausgeber: Gerald Hartung. In Bearbeitung. Erscheinungstermin: 2025.
- 2. Großbritannien und Amerika. Herausgeber: N.N.
- 3. Frankreich und Niederlande. Herausgeber: N.N.
- 4. Italien und Griechenland. Herausgeber: N.N. In Bearbeitung.
- 5. Spanien, Portugal und Lateinamerika. Herausgeber: N.N.
- 6. Nord- und Osteuropa. Herausgeber: N.N.

Die Philosophie des 20. Jahrhunderts
- Planung wird aufgenommen

Philosophie in der islamischen Welt
- 1. 8.–10. Jahrhundert. Herausgeber: Ulrich Rudolph, unter Mitarbeit von Renate Würsch. 2012, ISBN 978-3-7965-2632-9.
- 2/1. 11. und 12. Jahrhundert: Zentrale und östliche Gebiete. Herausgeber: Ulrich Rudolph, unter Mitarbeit von Renate Würsch. 2021, ISBN 978-3-7965-2633-6.
- 2/2. 11. und 12. Jahrhundert: Westliche Gebiete. Herausgeber: Ulrich Rudolph, unter Mitarbeit von Renate Würsch. In Bearbeitung. Erscheinungstermin: 2024.
- 3. 13.–18. Jahrhundert. Herausgeber: Ulrich Rudolph, Laurent Cesalli. In Bearbeitung.
- 4/1-2. 19. und 20. Jahrhundert Herausgeberin: Anke von Kügelgen. 2 Halbbände. 2022, ISBN 978-3-7965-2839-2.
- 4/1. 19. und 20. Jahrhundert: Arabischer Sprachraum. Herausgeberin: Anke von Kügelgen. 2022, ISBN 978-3-7965-4319-7.
- 4/2. 19. und 20. Jahrhundert: Türkei, Iran und Südasien. Herausgeberin: Anke von Kügelgen. 2022, ISBN 978-3-7965-4320-3.

Philosophie in Ostasien
- Planung wird aufgenommen

Philosophie in Afrika
- Planung wird aufgenommen